# Batalla de La Laguna
La batalla de La Laguna es el nombre que recibe uno de los enfrentamientos bélicos en el que se enfrentaron los conquistadores castellanos contra los aborígenes guanches durante la conquista europea de la isla de Tenerife, perteneciente a Canarias, España.
La batalla, que tuvo lugar el 14 de noviembre de 1495, toma su nombre por haberse desarrollado en el llano donde luego se fundó la ciudad de San Cristóbal de La Laguna y predeterminó la conquista de la isla por la Corona de Castilla al mando de Alonso Fernández de Lugo.

## Antecedentes

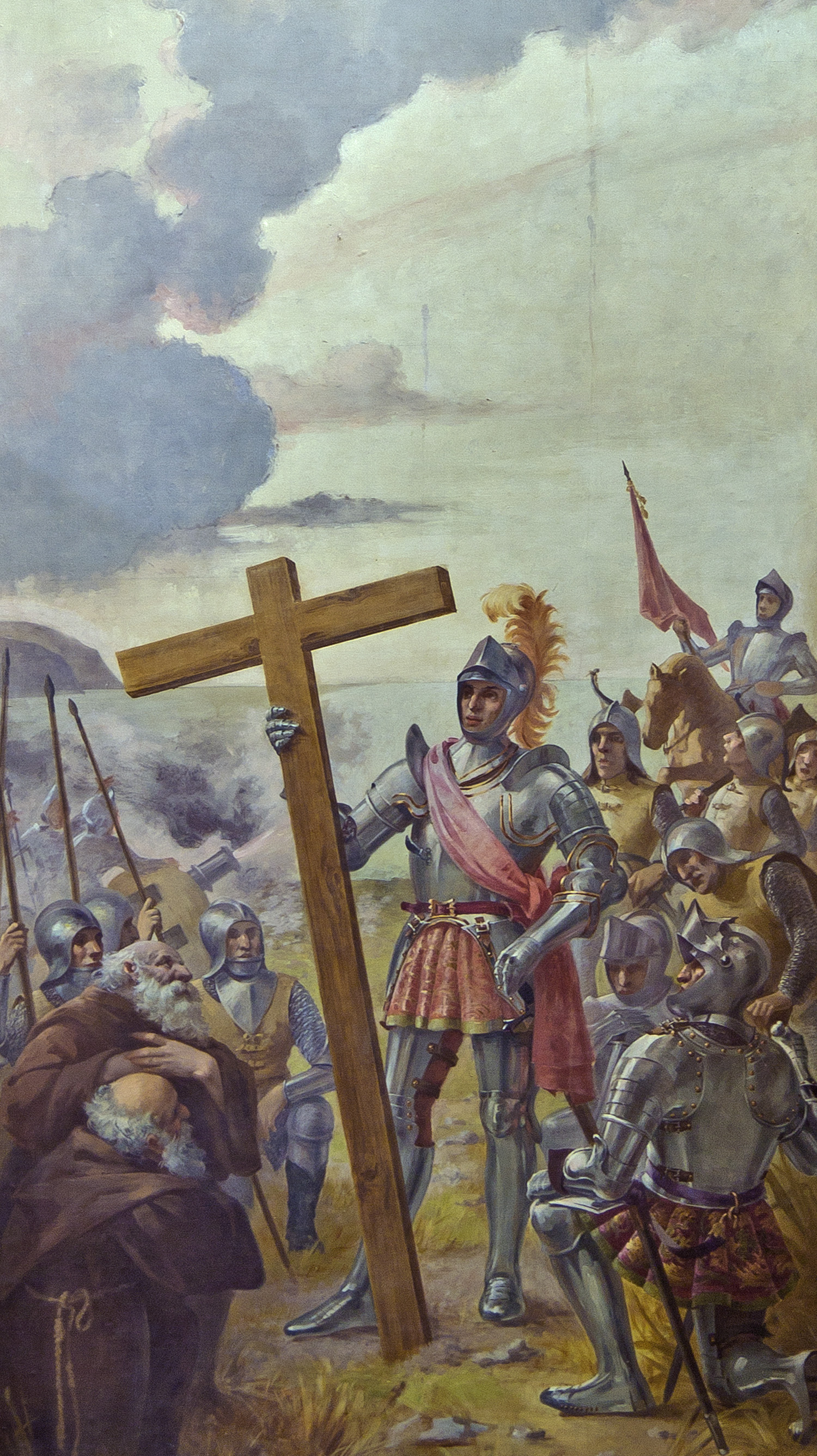
Fundación de Santa Cruz de Tenerife, pintura de 1906 de Manuel González Méndez que se encuentra en la sede del Parlamento de Canarias.

A finales de 1493 el capitán Alonso Fernández de Lugo, futuro Adelantado de las islas Canarias y bajo cuya iniciativa se logró la incorporación de la isla de La Palma a la Corona de Castilla, realiza las capitulaciones para la conquista de Tenerife con los Reyes Católicos.
Organizada la expedición y alistadas las tropas —unos 1500 peones y 150 jinetes— en las ciudades andaluzas y en Gran Canaria, Lugo desembarca a finales de abril o primeros de mayo de 1494 en la costa tinerfeña de Añazo, nombre aborigen de la zona donde más tarde se levantará la ciudad de Santa Cruz de Tenerife. Tras construir y fortalecer el real de conquista, acude con su ejército hacia el reino guanche de Taoro, el más poderoso de la isla ubicado en el valle de La Orotava. Sin embargo, los conquistadores son totalmente derrotados por los guanches liderados por el rey o mencey Bencomo y su hermano Chimenchia en la batalla denominada matanza o desbarato de Acentejo.
Habiendo perdido la mayor parte de sus tropas, Alonso de Lugo decide retirarse a Gran Canaria para organizar una nueva expedición. Vuelve a asociarse con los armadores genoveses que habían financiado la desastrosa primera entrada en Tenerife, recabando además la ayuda militar de don Juan de Guzmán, III duque de Medina Sidonia y amigo de Lugo, de doña Inés Peraza, señora de Lanzarote y Fuerteventura, y de doña Beatriz de Bobadilla, señora de La Gomera y El Hierro.
Mientras organiza la nueva expedición, Lugo envía un pequeño destacamento a Tenerife para conservar el real de Santa Cruz y mantener la amistad de los menceyes de los denominados «bandos de paces» —Abona, Adeje, Anaga y Güímar—, ordenando al mismo tiempo la construcción de una nueva torre en el interior de la isla, en la zona del moderno barrio lagunero de Gracia.
Después de meses de preparación, Lugo y su nuevo ejército desembarcan finalmente en la costa de Añazo el 2 de noviembre de 1495 con el objetivo de culminar la conquista de la isla.

## Fuerzas en combate

### El ejército conquistador
El nuevo ejército conquistador estaba formado por las tropas enviadas por el duque de Medina Sidonia, compuestas por mil peones y cincuenta jinetes bajo el mando de Bartolomé de Estopiñán, así como por los supervivientes de la matanza de Acentejo y los nuevos reclutados en las restantes islas, que Antonio Rumeu de Armas cifra en unos quinientos peones y cincuenta caballeros.

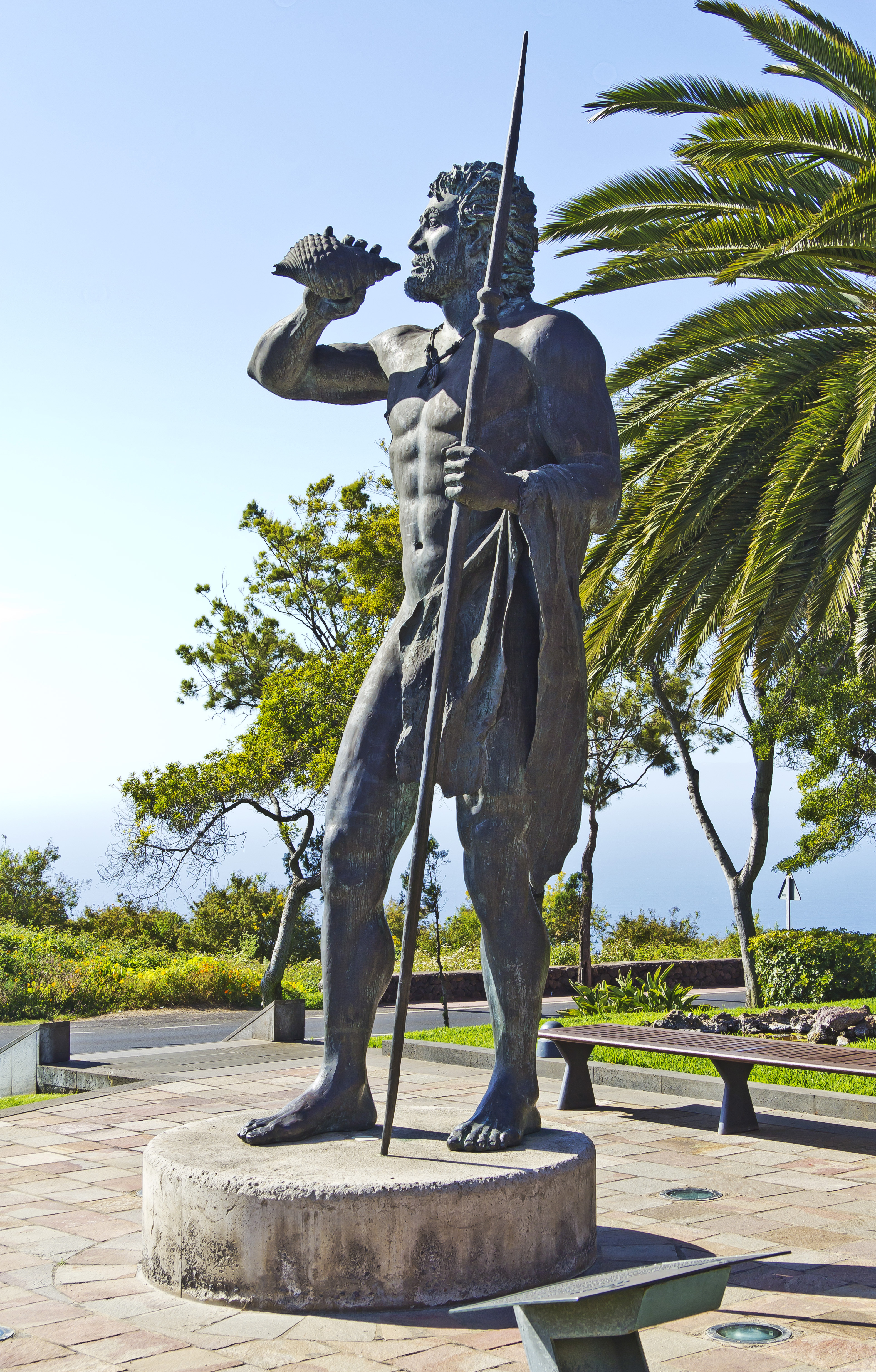
En la foto se aprecia la reproducción de una lanza o banot utilizada como arma por los guanches. Tinguaro, del escultor Miguel Ángel Padilla, 2007.

El total de hombres del nuevo ejército ascendía a unos mil quinientos peones y cien jinetes aproximadamente, estando mejor preparados y adiestrados al estar compuesta en su mayor parte por soldados veteranos que habían participado en las campañas de la guerra de Granada.
Armamento
El armamento castellano era el típico de finales del siglo xv. La infantería portaba picas, alabardas, espadas, dagas y cuchillos, siendo especialmente destacados en los combates contra los aborígenes las ballestas. No se utilizaron armas de fuego, idea introducida en la historiografía canaria por el poema épico de Antonio de Viana.

### Los guerreros guanches
Los primeros historiadores no dan cifras en cuanto a los guerreros guanches que participaron en la batalla de La Laguna. Para la primera de Acentejo tanto fray Alonso de Espinosa como Leonardo Torriani indican que el rey Bencomo «tenía seis mil hombres de pelea» en total, cifra que sin embargo es la indicada por el cronista portugués Gomes Eanes de Zurara para el contingente guerrero de toda la isla a mediados del siglo xv.
Según los modernos estudios demográficos sobre los guanches, la población total de la isla alcanzaba de entre quince mil a treinta mil habitantes. Sobre la hipótesis de que para esa población total existía un número de guerreros de seis mil hombres, se puede calcular en unos dos mil el contingente guerrero conjunto de los reinos de Taoro, Tacoronte y Tegueste que participaron en la batalla de La Laguna.
Antonio Rumeu de Armas alude simplemente a que los guerreros guanches combatientes en esta batalla no debieron superar los cinco mil hombres.
Armamento
Los guerreros guanches usaban lanzas y venablos de madera aguzados y endurecidos al fuego, mazas o garrotes y piedras arrojadizas, utilizando en esta batalla además las armas castellanas que habían recogido de los despojos en Acentejo.
Como defensa utilizaban sus propios vestidos de piel de cabra —tamarco— enrollados en el brazo, o unos pequeños escudos de madera de drago.

## La batalla

### Escenario

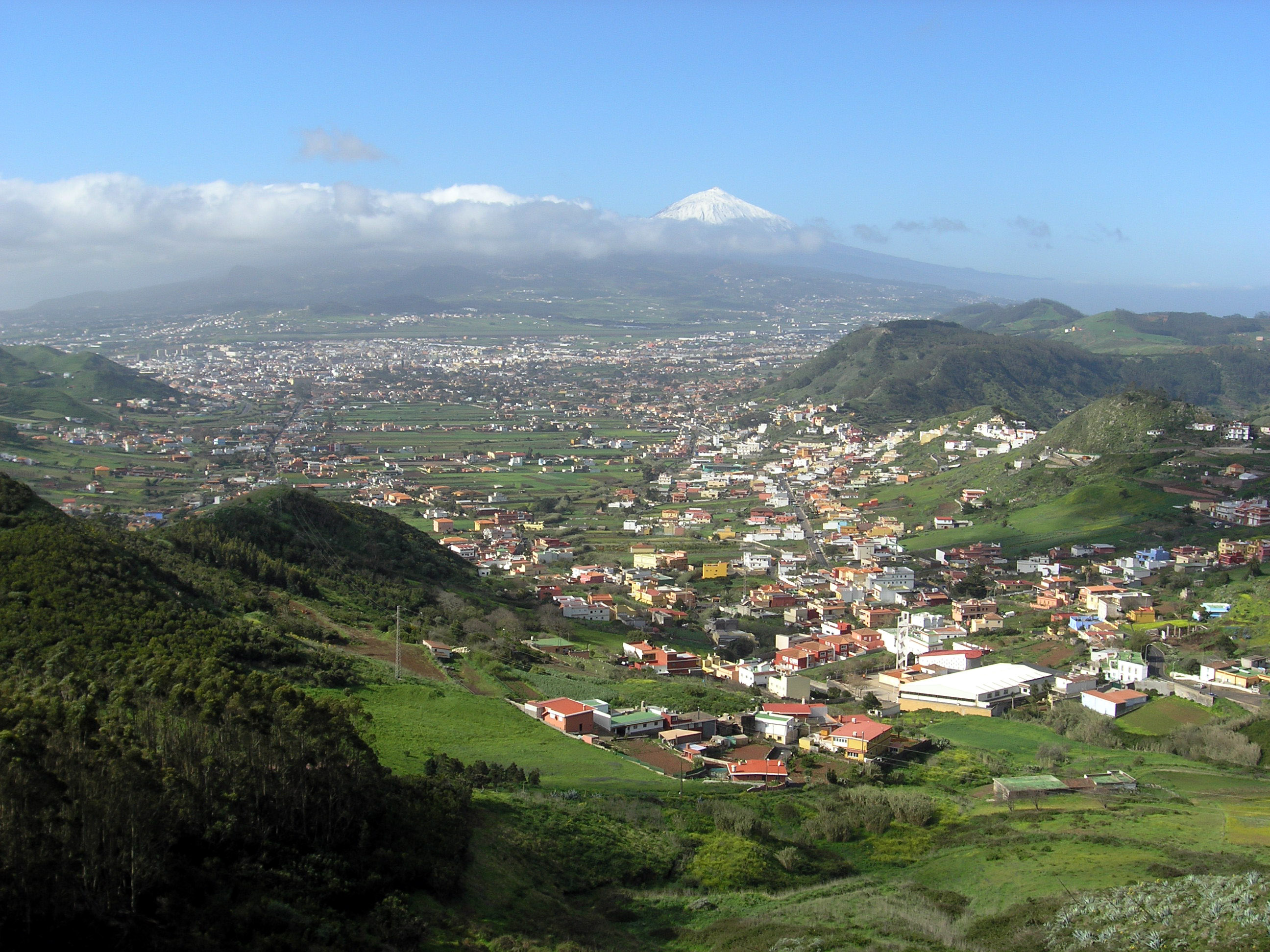
La Laguna, en cuyas llanuras se dio la batalla homónima.

Del lugar de la batalla los primeros historiadores sólo refieren que fue «en el campo de La Laguna» o «junto a la Laguna» deduciéndose de sus textos que debió darse en la zona donde se levantan los modernos barrio del Rosario o Barrio Nuevo, urbanización Cercado Mesa y el campus universitario de Guajara, frente a la montaña de San Roque y en el entorno de la Cruz de Piedra.

### Desarrollo
Después de haber desembarcado nuevamente en la isla, el capitán Alonso de Lugo asciende por La Cuesta con su ejército hasta asentar su campamento en las cercanías de la torre de Gracia, dejando en el real de Santa Cruz una guarnición entre los que se encontraban don Fernando Guanarteme y su compañía de treinta canarios.
Por su parte, el rey Bencomo, quien había recabado la ayuda de los menceyes de Tacoronte y Tegueste, había dispuesto espías para que le avisasen sobre los movimientos de los castellanos, para así atacarles en La Cuesta durante la ascensión de las tropas aprovechándose del pendiente terreno. Sin embargo, cuando los guanches consiguen reunirse ya el ejército conquistador había alcanzado el altozano de La Laguna y se encontraba en posición para el combate. Deciden entonces presentar batalla, y enviar durante la refriega por un barranco hacia Santa Cruz a trescientos o cuatrocientos guerreros que acabasen con los castellanos que huyeran.
Trabado ya el combate, duró varias horas —casi seis dice Torriani— sin que se decidiese la victoria por ningún bando. Sin embargo, la ventaja de la caballería, que en los campos de La Laguna podía desplegarse sin contrariedad, terminó dando ventaja a los conquistadores.
Además, las fuerzas castellanas recibieron en los últimos compases de la batalla el refuerzo de unos doscientos cincuenta soldados que acudieron desde el real de Santa Cruz y el campamento de Gracia siguiendo a don Fernando Guanarteme. Este había acudido con sus canarios al ver que no llegaban noticias del capitán Lugo. Al ser detenido en Gracia por Fernando del Hoyo y Juan Benítez, a quienes Lugo había dejado de guardia para evitar que nadie subiera a La Laguna y dejara desprotegidos los campamentos, increpa a los hidalgos que él «no había de parar hasta que viese la cara del Adelantado e Capitán general muerto o vivo como quíer que estuviese». Finalmente el antiguo rey de Gran Canaria pasa el cerco de los hidalgos y acude junto a numerosos soldados que se le suman, rompiendo las filas de los guanches y decantando la victoria para el lado castellano.
Fray Alonso de Espinosa describe los acontecimientos de la batalla de la siguiente manera:

...fué tan brava, tan reñida y peligrosa, que duró muchas horas con dudosa fortuna, porque cada parte peleaba con mucho coraje y ánimo denodado: a los unos les iba honra e interés, y a los otros defensión de patria y libertad,
Al fin, la victoria que hasta entonces había estado neutral, mirando quién mejor lo hacía, se hizo de nuestra parte y se declaró por nuestra, y, aunque no sin mucho daño y muertes de los nuestros, los guanches fueron desbaratados, vencidos y echados del campo, con mucha pérdida de su gente. Peleóse este día valerosamente y con mucho trabajo, porque era tanta la resistencia que los guanches hacían, y tanta la ligereza y desasosiego con que peleaban, que no daban a los nuestros sosiego alguno ni lugar de resollar.

### Resultado

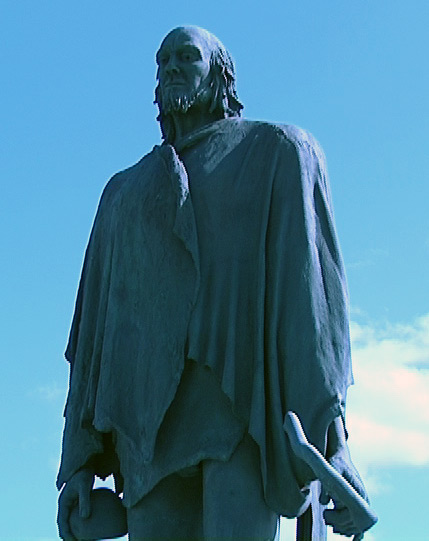
Bencomo, líder guanche que muere en la batalla de La Laguna. Estatua en bronce de José Abad ubicada en la plaza de la Patrona de Canarias, de 1993.

Los guanches fueron totalmente derrotados, muriendo gran parte de ellos, mientras el resto huye o son cautivados. El propio rey Bencomo cayó muerto durante la batalla, tal y como describe Espinosa:

Entre otros peleó ese día valentísimamente el rey de Taoro, porque con una alabarda, dicen se defendió de siete hombres de a caballo, y al cabo se escapó dentre ellos y se subió por la cuesta de San Roque. Mas aunque destos se escapó, no pudo escaparse de un fulano de Buendía, que sin conocerlo ni saber que era rey (aunque él en su lengua se lo decía ser el Mencey, que es rey), como no lo entendiese, no le valió su reinado, que le pasó con la lanza en un barranquillo estrecho, do quedó...

Autores posteriores como Juan Núñez de la Peña o José de Viera y Clavijo, siguiendo al poeta Viana, dicen que quien murió en la batalla fue Chimenchia o Tinguaro, hermano de Bencomo. Torriani por su parte indica que muerto Bencomo fue elegido rey de Taoro el propio Chimenchia, si bien documentos contemporáneos confirman tanto la muerte de Bencomo en la batalla como que quien asumió la jefatura de Taoro fue su hijo Bentor.
Saliendo victoriosos los conquistadores, dan gracias a Dios en el campamento de Gracia, donde más tarde levantarán una ermita en honor a la virgen de Gracia por este motivo. Lugo decide entonces retirarse al real de Santa Cruz para curar a sus heridos, enviar a los guanches cautivos a la Península para ser vendidos como esclavos y organizar las siguientes campañas.

## Consecuencias
La batalla de La Laguna logró consolidar las posiciones de los conquistadores en la isla al ser derrotados los principales caudillos guanches. Asimismo, estos pierden gran parte de su contingente guerrero, debilitándose por tanto la resistencia guanche.